# Euphorbia clusiifolia
Euphorbia clusiifolia är en törelväxtart som beskrevs av William Jackson Hooker och George Arnott Walker Arnott. Euphorbia clusiifolia ingår i släktet törlar, och familjen törelväxter.
Artens utbredningsområde är Hawaii. Inga underarter finns listade i Catalogue of Life.